# ザムトゲマインデ・ハットルフ・アム・ハルツ
ザムトゲマインデ・ハットルフ・アム・ハルツ (ドイツ語: Samtgemeinde Hattorf am Harz) は、ドイツ連邦共和国ニーダーザクセン州ゲッティンゲン郡のザムトゲマインデ（集合自治体）である。このザムトゲマインデには4町村の行政機関が統合されている。このザムトゲマインデの本部はハットルフ・アム・ハルツにある。

## 構成町村
- エルビンゲローデ
- ハットルフ・アム・ハルツ
- ヘルデン・アム・ハルツ
- ヴルフテン・アム・ハルツ

## 歴史
このザムトゲマインデは1972年に創設された。2016年11月1日のオステローデ・アム・ハルツ郡とゲッティンゲン郡との合併以後、このザムトゲマインデはゲッティンゲン郡に属している。

## 行政

### 議会
ザムトゲマインデ・ハットルフ・アム・ハルツの議会は、20議席で構成されている。これは人口 7,001人から 8,000人の自治体の議員定数である。議員は5年ごとの住民選挙で選出される。
ザムトゲマインデ議会では、このほかにザムトゲマインデ長のロルフ・ヘルヴィヒ（無所属）も投票権を有している。

## 住民

### 人口推移
| 年   | 人口（人） |
| ---- | ---------- |
| 1987 | 7,744      |
| 1990 | 7,816      |
| 1995 | 7,900      |
| 2000 | 8,209      |
| 2005 | 8,109      |
| 2010 | 7,691      |
| 2016 | 7,356      |